# 大井際断
大井 際断（おおい さいだん、1915年（大正4年）2月26日 - 2018年（平成30年）2月27日）は昭和・平成時代の日本の禅僧。

## 人物
兵庫県西宮市出身。室号は大隠窟、道号は際断。法諱は令碩、俗姓は大井。1990年（平成2年）に臨済宗方広寺派管長ならびに方広僧堂師家に就任、1990年より2018年まで務めた。2018年（平成30年2月27日）遷化。世寿104。

## 生涯
1915年（大正4年）、兵庫県西宮市に生まれる。6歳のとき、西宮市の臨済宗東福寺派茂松寺和尚、かつ実父の大井洞雲について得度した。
1940年（昭和15年）京都帝国大学文学部哲学科を卒業後、1940年（昭和15年）に家永一道のいる京都の東福僧堂に掛搭。しかしその後、第二次世界大戦のため兵役により京都を離れ、戦後1948年（昭和23年）に茂松寺住職となり、その頃から再び京都東福僧堂の家永に通参し参禅。
そして家永が愛知県犬山の妙心寺派瑞泉寺閑栖になると、大井も瑞泉僧堂に転錫。その後、家永一道の法嗣となる。そして花園大学教授として禅哲学を教えていたが、1960年（昭和35年）4月、大分の妙心寺派萬壽僧堂（万寿僧堂）師家に就任し、1975年（昭和50年）3月まで15年間在任した。その後、妙心寺山内にある四派の一つ東海庵住職となる。東海本庵でも雲水見習いや花園大学生さらに居士等を指導しつつ、15年間住職として留まった。
そして1990年（平成2年）に大井は方広寺派管長・方広僧堂師家に就任した。また萬壽僧堂師家から方広寺派管長となったのは足利紫山、奧大節に続き大井が史上3人目である。また大井は関雄峰（永源寺派管長）との縁で、座禅指導のためにドイツ各地を訪れ教化に努めた。
2018年（平成30年）2月24日、浜松市高町半僧坊別院の座禅会で無門関を提唱し、満で103歳の誕生日を迎えた2月26日に身体の容態が急変し、翌日の27日に三方原聖隷病院で急性肺炎により死去。